# 荒川七丁目停留場
荒川七丁目停留場（日语：／ Arakawa-nanachōme teiryūjo */?）是位於東京都荒川區荒川七丁目，屬於都電荒川線（東京櫻電）的停留場。車站編號是SA 05。

## 歷史
1913年4月1日作為博善社前停留場開業。都營化後改名三河島八丁目停留場，實施住居表示後改為現今的站名。

## 停留場構造
本站為對向式月台2面2線。
| 月台 | 路線                   | 方向 | 目的地                             |
| ---- | ---------------------- | ---- | ---------------------------------- |
| 南側 | 都電荒川線（東京櫻電） | 上行 | 町屋站前、荒川遊園地前、早稻田方向 |
| 北側 | 都電荒川線（東京櫻電） | 下行 | 三之輪橋方向                       |

## 相鄰停留場
東京都交通局
 都電荒川線（東京櫻電）
町屋站前（SA 06）－荒川七丁目（SA 05）－荒川二丁目（SA 04）

## 外部連結
- 荒川七丁目停留場 （页面存档备份，存于） - 東京都交通局